# Hrabstwo Fluvanna

Piramida wieku hrabstwa

Hrabstwo Fluvanna – hrabstwo w USA, w stanie Wirginia, według spisu z 2000 roku liczba ludności wynosiła 20047. Siedzibą hrabstwa jest Palmyra.

## Geografia
Według spisu hrabstwo zajmuje powierzchnię 752 km², z czego 745 km² stanowią lądy, a 7 km² – wody.

### Miasta
- Scottsville

### CDP
- Palmyra
- Lake Monticello